# خانه پشین بین
خانه پشین بین یا خانه قدیمی پیش بین مربوط به اواخر دوره قاجار است و در شهرستان گناباد، بخش مرکزی، روستای قوژد واقع شده و این اثر در تاریخ ۱۹ مرداد ۱۳۸۴ با شمارهٔ ثبت ۱۲۹۳۴ به‌عنوان یکی از آثار ملی ایران به ثبت رسیده است.